# Schowek rowerowy

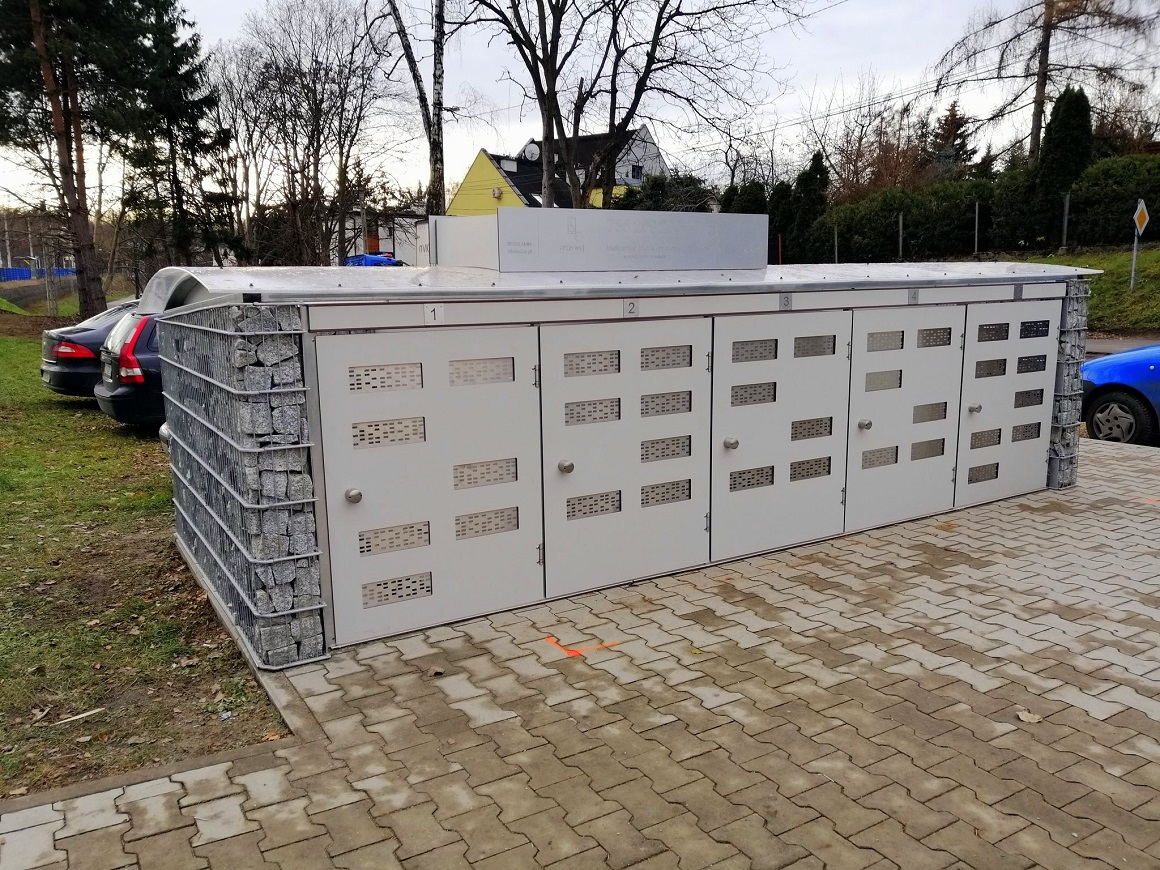
Schowki na przystanku kolejowym Kraków Bieżanów Drożdżownia

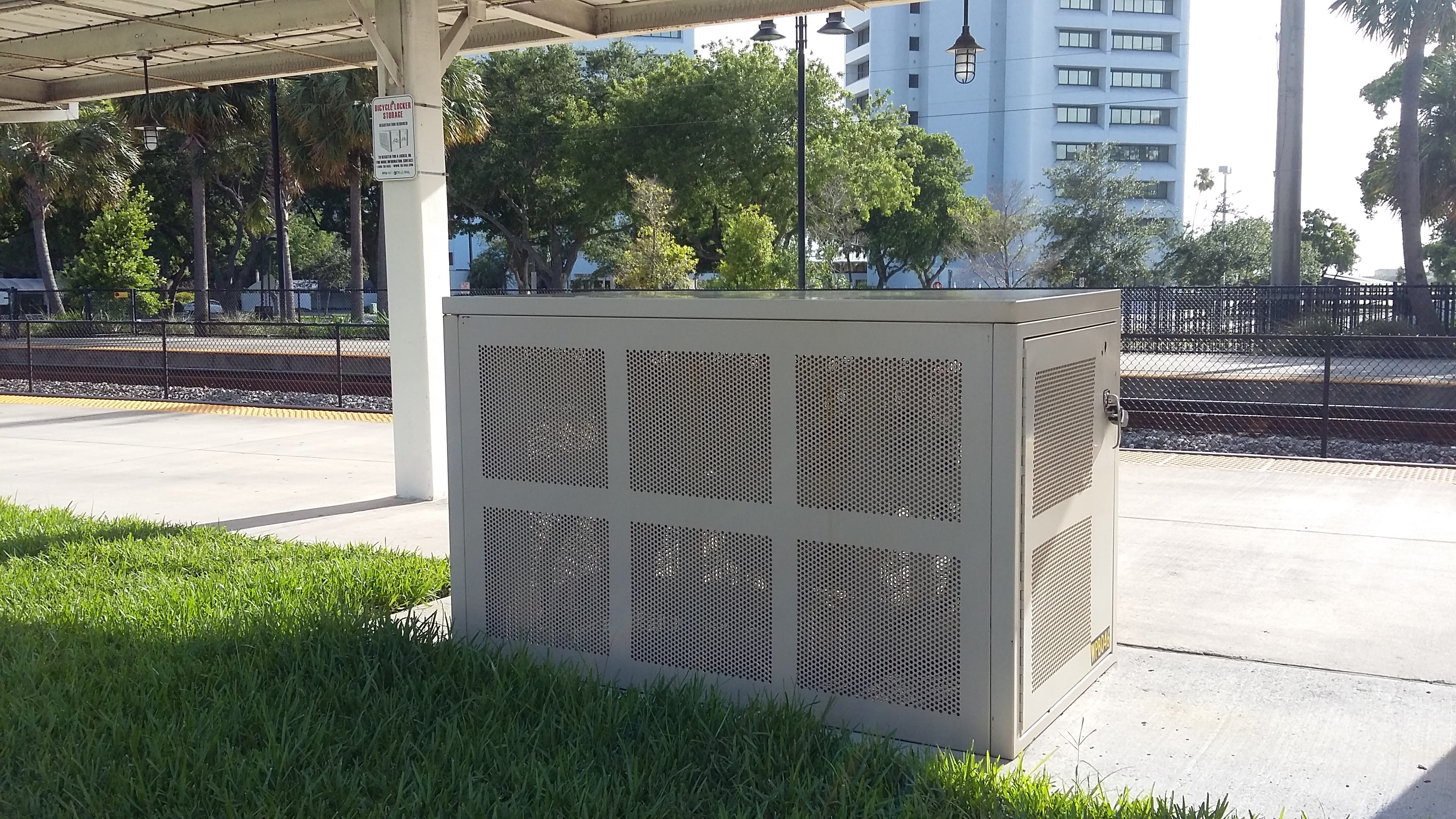
Schowek rowerowy na stacji West Palm Beach

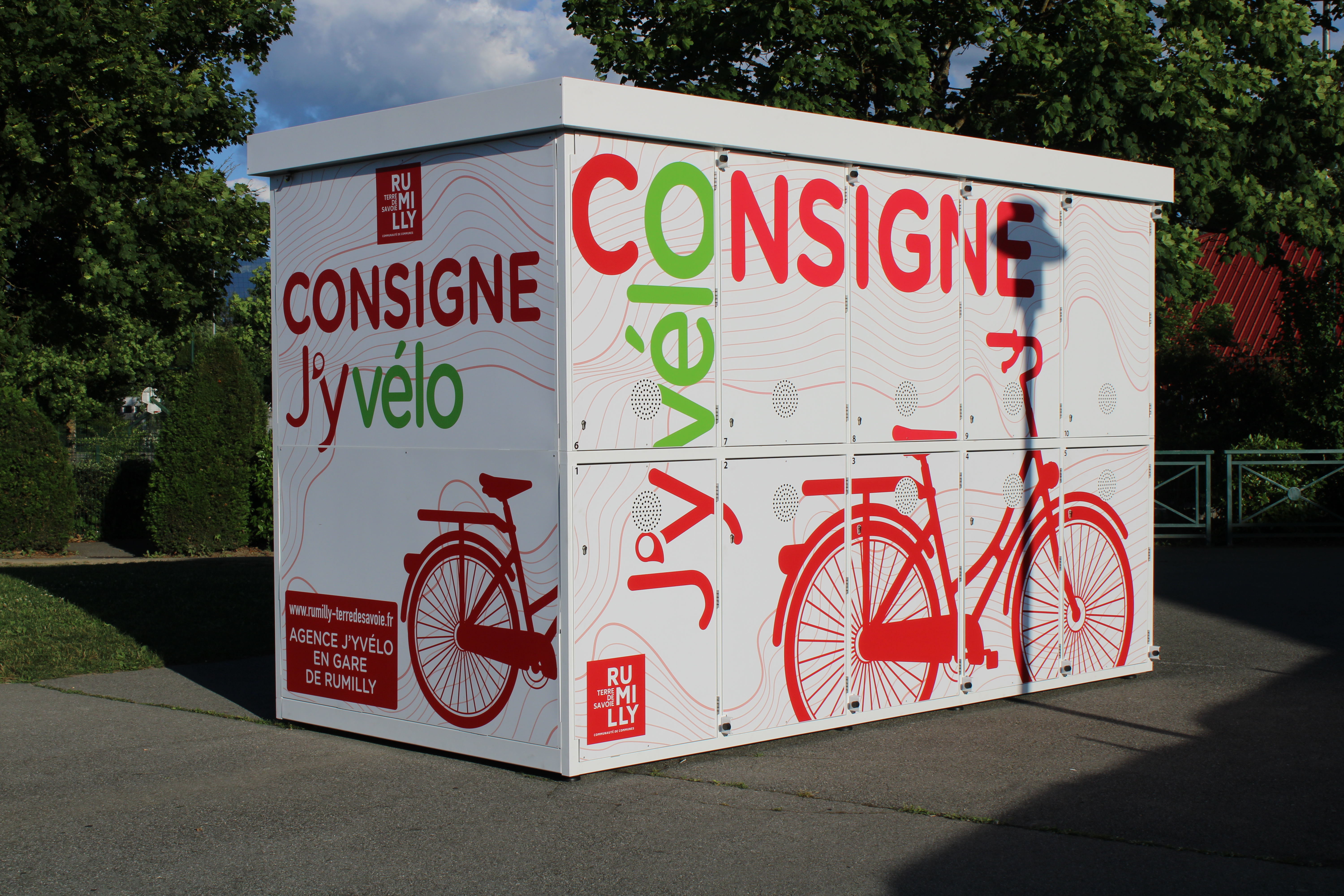
Szafka rowerowa typu Altao Duplex na parkingu dla autokarów Clergeon (Rumilly) w ramach usługi J'yVélo, realizowanej przez gminę Rumilly Terre de Savoie

Schowek rowerowy, szafka rowerowa, box rowerowy – rodzaj udogodnienia dla rowerzystów, służącego do parkowania, a bardziej do przechowywania roweru, szczególnie długoterminowego, powyżej 2h. Jest to zamykany box / schowek, w którym można umieścić i zamknąć pojedynczy rower.  Szafki rowerowe są uważane za najwyższy standard bezpieczeństwa rowerowego, ponieważ zapobiegają kradzieży, chronią rowery przed pogodą i zapobiegają przypadkowemu wandalizmowi (np. na publicznych terminalach autobusowych i dworcach kolejowych).
Schowki te zwykle mieszczą pojedynczy rower o standardowych rozmiarach. Istnieją szafki w których mogą się zmieścić rowery o większych ramach i rowery towarowe.
Mogą być często wynajmowane na dłuższy czas (na przykład przez miesiąc) dla tych, co łączą jazdę na rowerze z transportem publicznym do codziennych dojazdów.  Szafki mogą być połączone z systemem kart inteligentnych, aby umożliwić jednorazowe korzystanie z szafek przy okazjonalnym dostępie.